# Brent Moss
Brent A. Moss (* 30. Januar 1972 in Racine (Wisconsin); † 13. November 2022) war ein US-amerikanischer Footballspieler, der in der National Football League (NFL) spielte. Von 1991 bis 1994 spielte er College Football für die Wisconsin Badgers. Moss spielte in der NFL mit den Miami Dolphins und den St. Louis Rams.

## Sportliche Karriere

### Highschool-Karriere
Brent Moss bekam ein dreijähriges Stipendium (1986–1989) an der Racine Park High School in Racine, Wisconsin, wo er über 5.000 Yards erlief. Während des WIAA State Football Championship Game der Division I am 12. November 1988 erlief Moss als Junior für 202 Yards und 3 Touchdowns im Camp Randall Stadium in Madison. Die „Panthers“ gewannen gegen die Superior Spartans 34-14 und somit die State Football Championship. Moss wurde zum MVP des Spiels ernannt und später zum 1st Team All-State (WIAA) ernannt. Während der Saison 1989 im Racine Park wurde Moss auch zum 1. Team All-State (WIAA) ernannt und führte die Panthers bis ins Halbfinale.

### College-Karriere
In der Saison 1993 spielte er für Wisconsin Badgers, dort gewann er die Big Ten Conference und erreicht ihre erste Teilannahme am Rose Bowl seit 1963. Die Badgers besiegten die UCLA Bruins mit 21-16, somit gewannen sie erstmalig den Rose Bowl. Moss hatte einen entscheidenden Anteil am Sieg und erlief 158 Yards und zwei Touchdowns, er wurde zum MVP gewählt. Er wurde in diesem Jahr auch zum wertvollsten Spieler der Big Ten gewählt und erhielt den Silver Football, der von der Chicago Tribune als Spieler des Jahres der Big Ten für 1993 verliehen wurde.

### NFL-Karriere
Obwohl er im folgenden Jahr nicht gedraftet wurde, wurde er zum Trainingslager der Miami Dolphins eingeladen. Nachdem Moss nicht in den Kader übernommen worden war, unterschrieb er bei den St. Louis Rams und sammelte in der Saison 1995 90 Yards bei 22 Carries. Dies war seine einzige Spielzeit in der National Football League und er wurde von den Rams während des Sommertrainingslagers 1996 entlassen. Es folgten 1997 eine kurze Beschäftigung in der Pre-Saison bei den Green Bay Packers und kurze Stationen in der World League of American Football, der Arena Football League und der XFL. Nach einer siebenjährigen Pause vom Football, kehrte Moss im Juli 2007 in seine Heimatstadt zu den Racine Raiders, auf das Footballfeld zurück.

## Persönliches
1994 bekannte sich Moss wegen eines Vergehens wegen Kokainbesitzes schuldig und wurde zu zwei Jahren Bewährung und einer Geldstrafe von 250 Dollar verurteilt. Im Jahr 2005 bekannte er sich des Vergehens des Besitzes von Kokain, Verstoßes gegen Kautionsauflagen und des Vergehens, sich einem Beamten zu widersetzen, schuldig. Im Jahr 2017 wurde er wegen des Besitzes von Kokain zu einem Jahr Gefängnis und einem Jahr erweiterter Überwachung sowie zu drei Jahren Bewährung wegen der Lieferung von Heroin in einer Menge von 3 Gramm oder weniger verurteilt.
Moss starb am 13. November 2022 im Alter von 50 Jahren.